# Jardim da Corujeira
O Jardim da Corujeira localiza-se na Praça da Corujeira, freguesia de Campanhã, na cidade do Porto, em Portugal.

## Origem do nome
O jardim vai buscar o nome à praça e ao local em que se insere e alude à criação de corujas. Corujeira ou corujeiro significa, também, povoação mesquinha em lugar fragoso.

## História
Centro da freguesia de Campanhã e nó radial de uma multiplicidade de vias de comunicação, a Corujeira foi, durante um longo período que se estendeu até ao século XX, local de realização de feiras, designadamente da feira do gado e dos moços (geralmente criados para a lavoura).
Nos finais do século XX, a praça foi requalificada como jardim municipal, acolhendo frondosos plátanos.

## Acessos
- Linha: 401 dos STCP.